# Tramwaje w Elbeuf

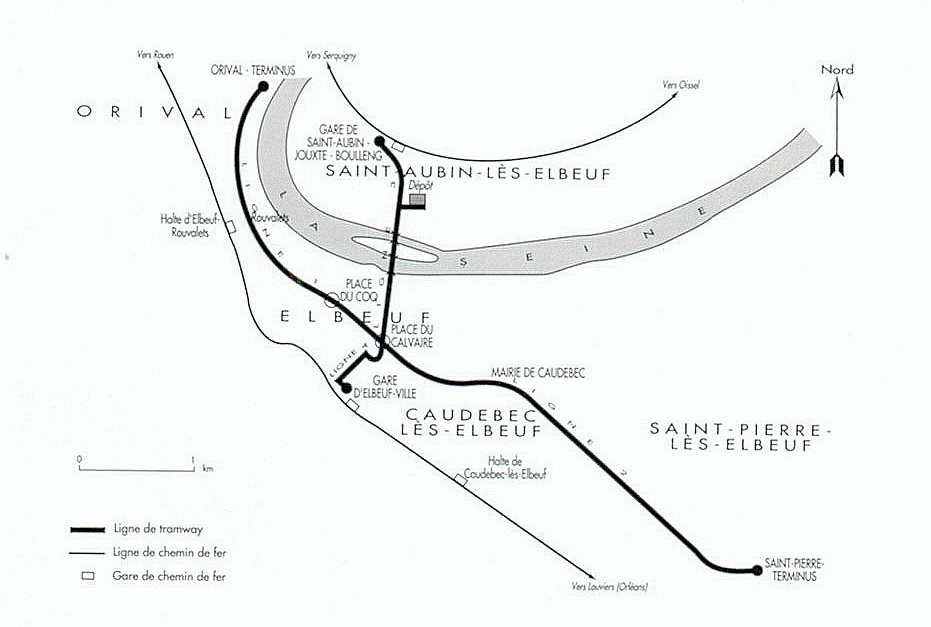
Schemat linii tramwajowych

Tramwaje w Elbeuf − zlikwidowany system komunikacji tramwajowej we francuskim mieście Elbeuf, działający w latach 1898−1926.

## Historia
Tramwaje w Elbeuf uruchomiono 26 maja 1898. Od początku po mieście kursowały tramwaje elektryczne, które poruszały się po torach o szerokości 1435 mm na dwóch liniach o długości 9 km:
- Gare d'Elbeuf-Ville − Gare de Saint-Aubin
- Pont-d'Oison − Mairie d'Orival

Do obsługi sieci dysponowano 15 dwuosiowymi wagonami silnikowymi. Tramwajami przewożono niewielu pasażerów co doprowadziło do kłopotów finansowych spółki i ostatecznie do likwidacji tramwajów 7 stycznia 1926, które zastąpiono autobusami.